# Ламозано (Белуно)
Ламозано (итал. Lamosano) је насеље у Италији у округу Белуно, региону Венето.
Према процени из 2011. у насељу је живело 249 становника. Насеље се налази на надморској висини од 642 м.